# 新天町 (宇部市)
新天町（しんてんちょう）は山口県宇部市の地名。新天町一丁目と新天町二丁目がある。住居表示施行地域。郵便番号は755-0029（宇部郵便局管区）。

## 地理
宇部市の中心市街地に位置する。西側に真締川、北側に常盤町が接する。商業地域となっており、松山町一丁目交差点から市役所前交差点までの国道190号の南側の通りに全長約300mのアーケード商店街「宇部新天町名店街」、宇部郵便局前交差点から新天町内を抜ける「えびす街」という横丁がある。
地区内に発足した商店街「宇部新天町名店街」を町名の由来としている。同商店街は福岡市の新天町商店街から名付けられており、北九州市小倉北区の魚町銀天街を由来に持つ真締川対岸の商店街「宇部中央銀天街」と対をなしている。

### 宇部新天町名店街
同じ宇部市の中心部にある宇部中央銀天街に比べて、規模は小さいが通りの幅は広い。1988年（昭和63年）5月にアーケードとカラータイルのリニューアルを行い、その際にハミングロード新天町の愛称がつけられた。1999年（平成11年）に核店舗の丸信（地元スーパーマーケットチェーン）が経営破綻し、2003年（平成15年）のレッドキャベツ（地元スーパーマーケットチェーン）開店までしばらく核店舗のない状態が続いた。しかし周辺地域に一定の人口が存在したことや、生活用品店が多かったこと、また、市内唯一の百貨店である宇部井筒屋（山口井筒屋宇部店）や地元衣料品店のエムラ宇部支店（2009年に閉店、着物事業のみ営業中）が周辺にあったことなどから、大きな衰退へは繋がらなかった。そのため、かつて市内で最も賑わっているといわれたものの現在はシャッター通り状態となっている宇部中央銀天街よりも賑わいがあると言われている。商店主の高齢化で廃業・閉店はあるものの、新規店舗の誘致により一定の商店数は保ち続けている。2011年（平成23年）8月には、街の活性化を目的として、歩行距離（全長1290m）でギネス認定された、お化け屋敷「Dead or ALIVE～デッド・オア・アライヴ」がオープン、テレビやマスコミで取り上げられ注目されている。

### 再開発
1980年代、宇部市商業近代化計画により新天町一丁目の街区を一体的に再開発し、図書館や文化施設などが入居する地上9階・地下1階の複合施設「カルチャープラザ」を建設する構想が発表されたが、資金面の調整不足のため計画は中止となった。
その後1991年（平成3年）にカルチャープラザ計画と同じ街区にそごうを核店舗とした地上8階・地下1階の商業棟、地上14階・地下1階のオフィスタワー（高さ約60m）、地上9階・地下1階の駐車場ビルから構成される再開発ビルを建設する構想が示されたが、真締川対岸の宇部中央銀天街や既存百貨店の宇部井筒屋などが反対し、計画は頓挫した。

## 歴史
戦災復興都市計画による土地区画整理事業によって1953年（昭和28年）に誕生した錦町一丁目～六丁目、常盤町一丁目～四丁目の各一部より分離新設された町である。

### 沿革
- 1950年（昭和25年） - 戦災復興都市計画により現在の街区が完成。
- 1959年（昭和34年） - 新天町名店街にアーケードが建設される。
- 1965年（昭和40年） - 錦町一丁目～六丁目、常盤町一丁目～四丁目の各一部より新天町一・二丁目を新設。宇部市新天町一・二丁目となる。
- 1988年（昭和63年）5月 - 新天町名店街のアーケードとカラータイルをリニューアル。通称を「ハミングロード新天町」に改称。
- 2001年（平成13年）9月 - 新天町まちづくり検討委員会設置。
- 2003年（平成15年）10月 - 宇部丸信跡地にレッドキャベツ宇部新天町店が進出。
- 2019年（平成31年）2月 - レッドキャベツの山口県内からの撤退に伴い、同宇部新天町店が閉店。
- 2020年（令和2年）10月 - 宇部丸信跡地にボスティビルドが開業。丸喜常盤通り店、セリア宇部常盤通り店などが入居。

### 町名の変遷
| 実施後       | 実施年月日 | 実施前（各町名ともその一部）             |
| ------------ | ---------- | ---------------------------------------- |
| 新天町一丁目 | 1965年     | 錦町一丁目～六丁目、常盤町一丁目～四丁目 |
| 新天町二丁目 | 1965年     | 錦町一丁目～六丁目、常盤町一丁目～四丁目 |

## 交通

### 鉄道
町域内に鉄道は引かれていない。琴芝町のJR西日本琴芝駅が最寄り駅になる。

### バス
- 宇部市交通局 「市役所前」「常盤町一丁目」「常盤町二丁目」バス停のいずれかで下車。
- 船木鉄道 「市役所前」バス停ので下車。

## 施設
| - 旧宇部銀行館（ヒストリア宇部） - エフエムきらら本社 - 宇部新天町名店街（ハミングロード新天町） - えびす街 - レッドキャベツ新天町店 | - 東洋証券宇部支店 - 西日本シティ銀行宇部支店 - ワイエム証券宇部支店 - 山口銀行宇部支店 - ビジネスホテル翠月 - 中津瀬神社 |

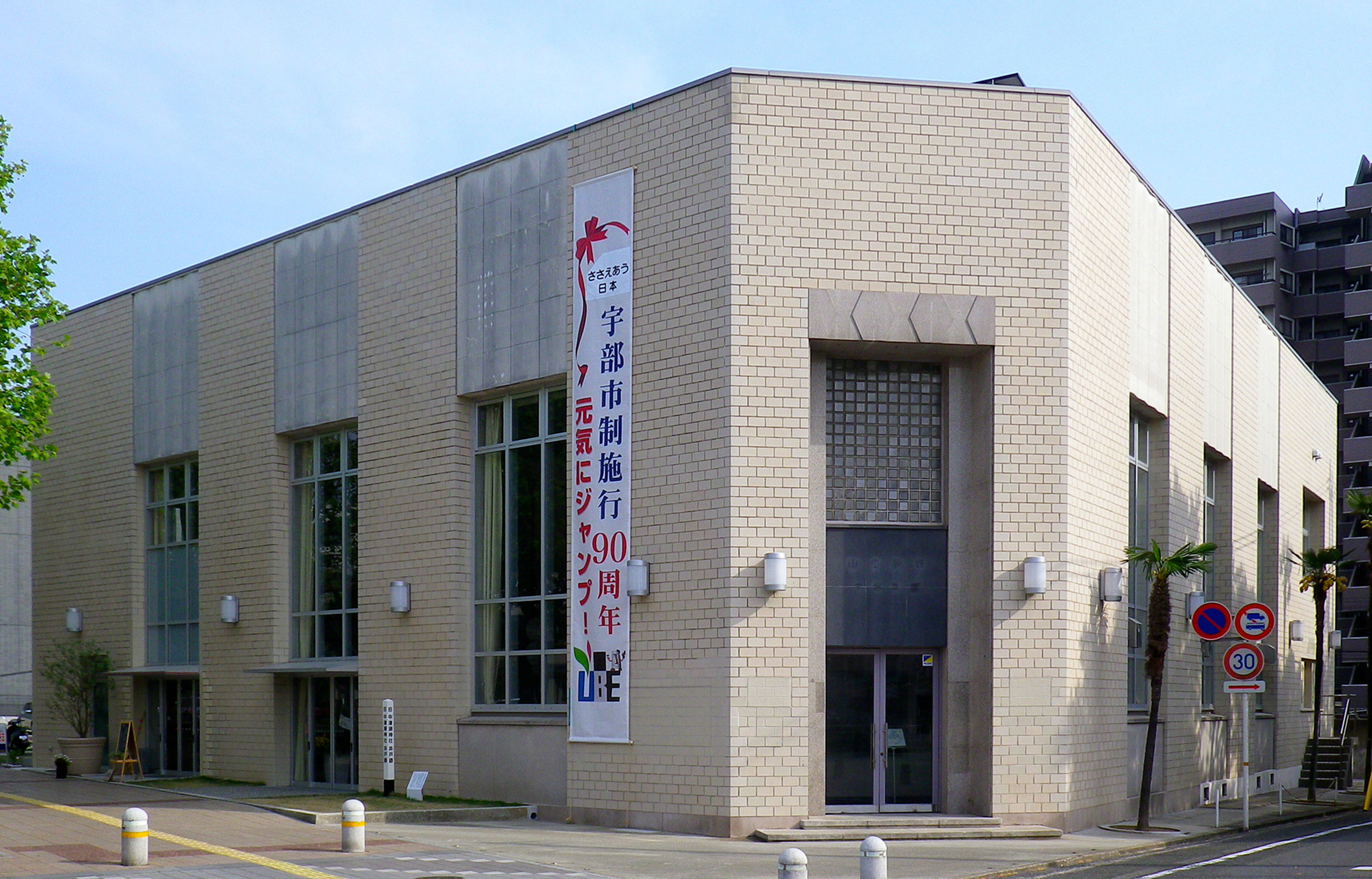
旧宇部銀行館
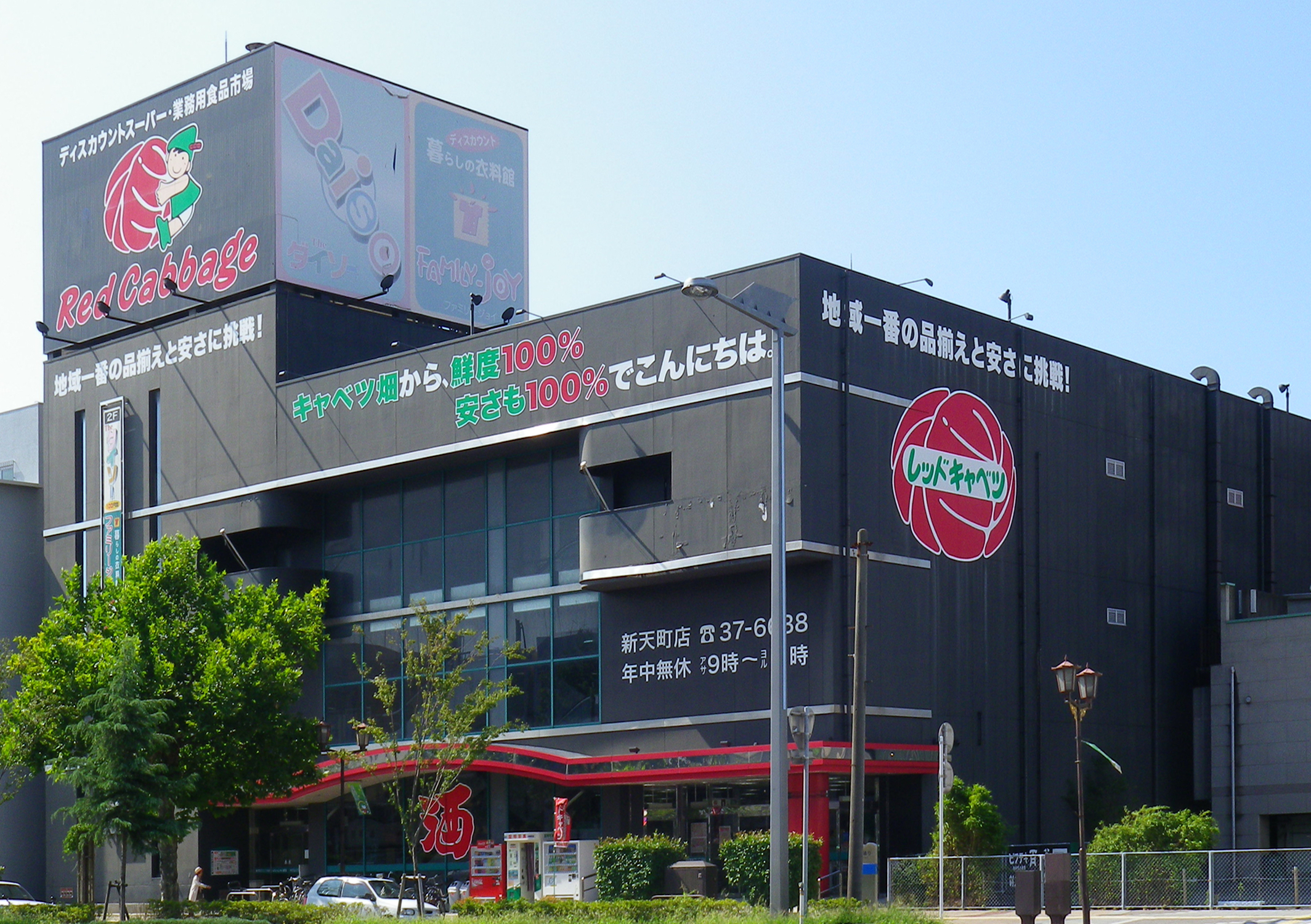
レッドキャベツ宇部新天町店
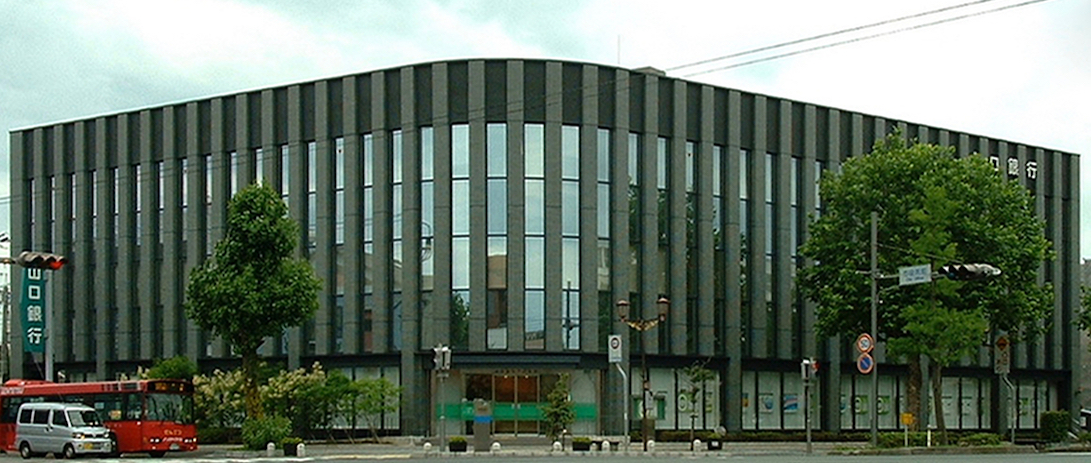
山口銀行宇部支店
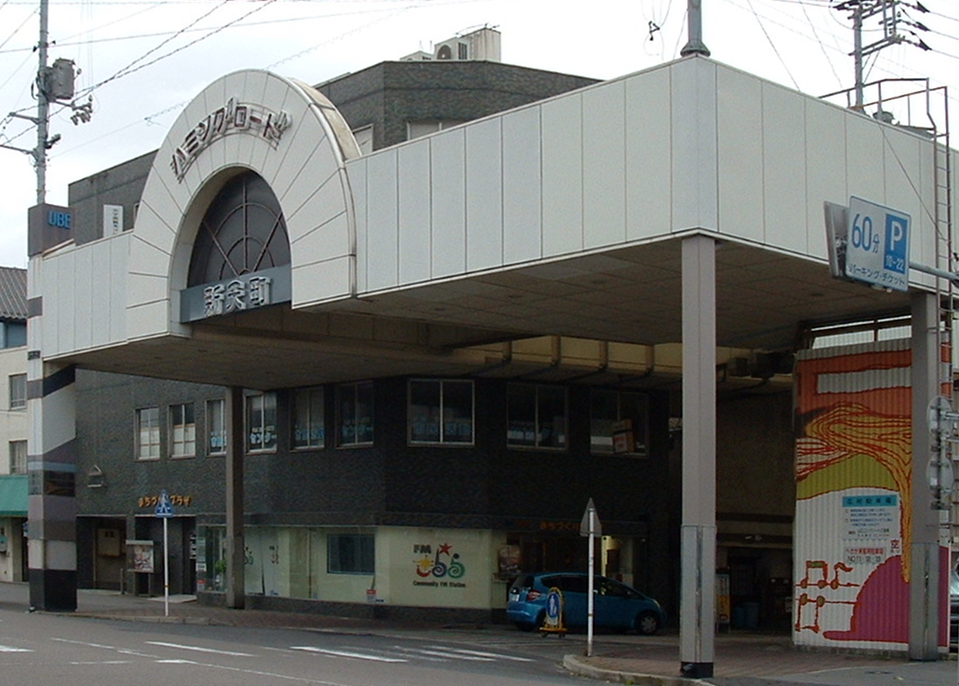
新天町名店街西側入口 エフエムきらら本社

### かつて存在した施設
- 宇部丸信（現・レッドキャベツ宇部新天町店）
- 親和銀行宇部支店（2009年に小倉支店に統合）
- 福岡銀行宇部支店（1998年に下関支店に統合）
- 松井家具本店（2009年に閉店、現在は隣接するトキワ松井ビルに事務所を置いている。）